# 忘れ雪 (曲)
「忘れ雪 / 水いらずの午後」（わすれゆき みずいらずのごご）は、1974年10月20日に発売されたオフコース（当時の表記はオフ・コース）通算6枚目のシングル。

## 解説
「忘れ雪」、「水いらずの午後」両曲ともこのシングルのみでの収録曲。
このシングルはレコード会社からヒットを要請されていたプロデューサーの橋場正敏が用意した楽曲で、小田和正と鈴木康博ともアレンジおよび演奏には参加させてもらえず、ボーカルのみの参加。リードボーカルは「忘れ雪」を小田、「水いらずの午後」を鈴木がそれぞれ担当している。
1974年6月末、新しいシングルの打ち合わせがあり、レコード会社から、詞と曲とをそれぞれ専門家に依頼するという提案が出された。話し合いの結果、小田・鈴木の曲と合わせて3曲録音し、その上で検討すると決まった。完成した曲は、小田作「キリストは来ないだろう」、鈴木作「白い帽子」、そして松本隆作詞、筒美京平作曲「忘れ雪｣。グレープの「精霊流し」が大ヒットした直後で、「忘れ雪｣は似たタイプの曲だった。結局レコード会社は「忘れ雪」を強く推し、メンバーが納得しないまま発売となった。
メンバーは当初から「自分達の望んだ曲ではない」として嫌がった。結局橋場の説得を受けレコーディングはしたものの、発売直後の10月26日中野サンプラザで行われたリサイタル“秋ゆく街で”をはじめ、以後のコンサートでも歌われることはなかった。以前からオフコースと橋場の関係は良好ではなかったが、この一件が決定打となってしまい橋場は喧嘩別れの形でオフコースのプロデューサーを降りることになり、新たに武藤敏史がオフコースのプロデューサーに就任した。
長らく廃盤だったが、その後両曲とも3枚組ベスト・アルバム『OFF COURSE Singles』に収録された。

## 収録曲

### SIDE A
1. 忘れ雪   WASURE YUKI  –  (2'57")
  - 作詩[注釈 3]：松本隆、作曲：筒美京平、編曲：矢野誠
  - アルバム未収録曲

### SIDE B
1. 水いらずの午後   MIZUIRAZU NO GOGO  –  (2'52")
  - 作詩[注釈 3]：松本隆、作曲：筒美京平、編曲：矢野誠
  - アルバム未収録曲

## クレジット
| 歌：オフ・コース   |
| Vocal : OFF COURSE |
|                    |

| ミュージシャン |                                     |
|                | Drums : 村上秀一                    |
|                | Bass : 後藤次利                     |
|                | Guitar : 矢島賢、高中正義           |
|                | Fender Piano : 篠原信彦             |
|                | Conga : 川原直美                    |
|                | Basic Arrangement : 篠原信彦        |
|                | Strings & Horn Arrangement : 矢野誠 |
|                | Recording Date : 1974年9月5日 – 7日 |

|                         |
| プロデュース : 橋場正敏 |

## リリース日一覧
| 地域 | タイトル                | リリース日     | レーベル                        | 規格               | カタログ番号 | 備考 |
| ---- | ----------------------- | -------------- | ------------------------------- | ------------------ | ------------ | --- |
| 日本 | 忘れ雪 / 水いらずの午後 | 1974年10月20日 | EXPRESS ⁄ TOSHIBA EMI           | 7"シングルレコード | ETP-20074    | 両曲ともオリジナル・アルバム未収録。 |
| 日本 | 忘れ雪 / 水いらずの午後 | 2020年6月3日   | USM JAPAN ⁄ UNIVERSAL MUSIC LLC | CD                 | UPCX-4227    | デビュー・シングル『群衆の中で / 陽はまた昇る』からラスト・シングル『夏の別れ / 逢いたい』までを収録した全36枚組CD BOX『コンプリート・シングル・コレクションCD BOX』(UPCY-9918)の中の1タイトル。発表当時のアナログ7インチ・シングルのアートワークを再現した12cm紙ジャケット仕様CD。 |